# Heinz Maus
Heinz Maus (* 21. März 1911 in Krefeld-Uerdingen; † 28. September 1978 in Cölbe-Bürgeln) war ein deutscher Soziologe, der als Professor an der Philipps-Universität Marburg lehrte und forschte. 

## Leben

### Bis 1945
Heinz Maus machte 1930 am Reformrealgymnasiums Krefeld Abitur und absolvierte danach eine Buchhandelslehre in Mülheim (Ruhr). 1932 begann er in Frankfurt am Main ein Studium der Soziologie, Philosophie und Nationalökonomie bei Karl Mannheim und Max Horkheimer. Nach der Machtübernahme der Nationalsozialisten 1933 emigrierten Mannheim und Horkheimer und Maus setzte sein Studium bei Hans Freyer an der Universität Leipzig fort. Dort lernte er den Privatdozenten Hugo Fischer kennen, der erheblichen Einfluss auf ihn hatte und durch den er in Kontakt zum Nationalbolschewisten Ernst Niekisch, einen erklärten Gegner des Nationalsozialismus, kam. Im Zuge der Verhaftung Niekischs und der Auflösung seines Widerstand-Kreises wurde auch Maus 1938 kurzfristig inhaftiert. Nach seiner Haftentlassung ging er 1939 gemeinsam mit Fischer als Mitarbeiter Ewald Bosses an das Institut für Gesellschaftsforschung und Arbeitslehre („Institutt for Samfunnsforsking og Arbeidslære“) in Oslo und arbeitete dort als Assistent und Bibliothekar. Nach der Besetzung Norwegens durch die deutsche Wehrmacht kehrte Maus 1940 nach Deutschland zurück und wurde Assistent an der Ufa-Lehrschau in Babelsberg. 
Am 25. Mai 1940 wurde er in Kiel mit den Fächern Philosophie, Nationalökonomie und Allgemeine Sprachwissenschaft zum Dr. phil. promoviert, Hauptprüfer war Cay Baron von Brockdorff. In seiner Dissertationsschrift Kritik am Justemilieu. Eine sozialphilosophische Studie über Schopenhauer und auch der Vorstudie dazu (Die Traumhölle des Justemilieu), die in einem Gedenkbuch zu Schopenhauers 150. Geburtstag erschienen war, bezog er sich auf Texte der Kritischen Theorie und des Marxismus, deren Autoren im NS-Regime nicht genannt werden durften. Maus brachte Zitate von Max Horkheimer, Theodor W. Adorno, Herbert Marcuse, Walter Benjamin, Sigmund Freud und Karl Marx ohne Anführungszeichen und Fußnoten. Bereits 1939 hatte er Horkheimer brieflich über dieses Plagiat-Verfahren informiert, der keine Einwände erhob. Laut Michael Th. Greven und Gerd van de Moetter soll Maus nach 1945 nicht zuletzt deshalb gezögert haben, seine alten Texte wiederzuveröffentlichen, weil sowohl die Zitate als auch das Nicht-Zitieren einer Generation nicht mehr verständlich zu machen gewesen sei, für die Wissenschaftlichkeit zuerst und vor allem in der genauesten Beachtung formaler Regeln bestehe. Er, „der viel riskiert hatte unter dem Faschismus, scheute zuletzt das Risiko, als Plagiator mißverstanden zu werden.“
1943 wurde Maus erneut verhaftet und wegen Verstoßes gegen das Heimtückegesetz angeklagt. Er hatte Chaplins Der große Diktator mit Anmerkungen und Hinweisen auf Hitler versehen. Greven und van de Moetter vermuten, dass der ironische Schlusssatz seiner Anmerkungen („Da siehst du, wie die Juden es mit unserem Führer machen“), mit dem scheinbar die kritischen Glossen aufgehoben werden, ihm „die Freiheit und vielleicht das Leben gerettet haben.“ Nach einem Freispruch meldete er sich freiwillig zum Sanitätsdienst bei der deutschen Wehrmacht.

### Nach 1945
Nach kurzer Kriegsgefangenschaft arbeitete Maus 1946/47 in der Berufsberatung des Arbeitsamtes Mainz, zuständig für „Künstler und fahrendes Volk“. Zudem war er 1946 bis 1948 Schriftleiter von DIE UMSCHAU. Internationale Revue. 1949 folgt eine kurze Dozentur an der Ersten deutschen Journalistenschule in Aachen. Noch im selben Jahr wurde er Assistent von Ernst Niekisch und Dozent für Gesellschaftswissenschaft an der Humboldt-Universität in Ost-Berlin. Niekisch erinnert in seiner Autobiographie, dass sein Hilfsassistent Werner Richter Maus bespitzelt und als Trotzkist denunziert habe, weshalb 1949 die Bewerbungs Maus’ als Kandidat der SED abgelehnt wurde. Anfang 1951 sei Maus dann nach Auflösung des Niekisch-Lehrstuhls und -Instituts dann kurzfristig entlassen worden.
Von 1951 bis 1953 war Maus dann Assistent Max Horkheimers am Institut für Sozialforschung in Frankfurt am Main und Leiter des Mainzer Verlags der Aufklärung.
Nach einem Studienaufenthalt in Paris wurde Maus 1955 zunächst zum Diätendozenten, später zum a. o. Professor für Soziologie am Pädagogischen Institut in Weilburg ernannt. 1959 wurde Maus an die Philipps-Universität Marburg berufen und 1960 dort zum ordentlichen Professor für Soziologie ernannt. Damit trat Maus in das direkte Wirkumfeld des Juristen und Politikwissenschaftlers Wolfgang Abendroth ein und prägte so auch die Marburger Schule. In diesem Jahr begann Maus auch als Mitherausgeber (mit Friedrich Fürstenberg und später Frank Benseler) die Edition der Soziologischen Texte im Luchterhand Verlag, in seinen Jahren die einflussreichste, vielen Ansätzen offene Schriftenreihe des Faches. Das damalige politische Engagement von Maus gegen die Notstandsgesetzgebung drückt sich u. a. in der Herausgabe des Bandes Notstandsordnung und Gesellschaft in der Bundesrepublik (mit Werner Hofmann, Rowohlt, Reinbek 1967) aus.
Für die SPD saß Maus in der Gemeindevertretung von Cölbe.

## Wirkung
Heinz Maus konnte in der Lehre, in Diskussionen und Gesprächen durch ungewöhnliche Bildung und Verzicht auf Engstirnigkeit anregend wirken. Bekannt wurde Maus vor allem durch die von ihm seit 1959 mitherausgegebene Buchreihe Soziologische Texte als Vermittler soziologischer Klassiker und neuer soziologischer Perspektiven sowie als Historiograph der Soziologie. Als Autor einer knappen lehrbuchartigen Einführung in die Geschichte der Soziologie war Maus in den 1960er Jahren auch in den USA und US-amerikanischen Soziologiestudenten kein unbekannter Autor. An seinem englischen Leitfaden zur (europäischen) Soziologiegeschichte orientierten sich später weitere, heute noch von ´undergraduates´ benutzte US-Lehrbücher, u. a. die von Lewis Coser und Robert Alexander Nisbet.
Heinz Maus hat durch sein Wirken zahlreiche junge Menschen beeinflusst. Zu seinen Schülern gehören u. a. Dieter Boris (emeritierter Professor für Soziologie in Marburg), Lorenz Jäger (FAZ), Frank Deppe und Ulrich Raulff.

## 100. Geburtstag
Anlässlich des 100. Geburtstages wurde vom 25.–27. März 2011 an der Philipps-Universität Marburg eine dreitägige wissenschaftliche Tagung zum Thema Traditionalität und Aktualität. Zur Aufgabe kritischer Theorie durchgeführt. Frank Benseler, David Salomon und Alex Demirović haben dort Vorträge über Heinz Maus gehalten.

## Schriften (Auswahl)
- Materialismus, in: H. Burgmüller (Hrsg.), Zur Klärung der Begriffe. München 1947: 62–76.
- Geschichtsphilosophie und Soziologie, in: L.H.Ad. Geck u. a. (Hrsg.). Studien zur Soziologie. Festgabe für Leopold von Wiese […], Mainz: Internationaler Universum Verlag, 1948, Bd. I: 4–59.
- Soziologie. In: Werner Schuder (Hrsg.): Universitas Litterarum. Handbuch der Wissenschaftskunde. de Gruyter, Berlin 1955, 305–328.
- Geschichte der Soziologie, in: Werner Ziegenfuß (Hrsg.), Handbuch der Soziologie. Stuttgart: Enke, 1956: 1–120.
- Bericht über die Soziologie in Deutschland 1933-1945, in: Kölner Zeitschrift für Soziologie und Sozialpsychologie, 11 (1959) 1: 72–99.
- A Short History of Sociology (London: Routledge & Keagan Paul, 1962; ²1971, 226 p.)
- Zur Vorgeschichte der empirischen Sozialforschung, in: René König (Hrsg.), Handbuch der empirischen Sozialforschung Bd. I, Stuttgart: Enke, ²1967: 18–37.
- Gesellschaft, Recht und Politik. 1969 (Festschrift für Wolfgang Abendroth zum 60. Geburtstag).
- Die Traumhölle des Justemilieu. Erinnerung an die Aufgaben der Kritischen Theorie. Hrsg. v. Michael Th. Greven / Gerd van de Moetter. Europäische Verlagsanstalt, Frankfurt 1981, ISBN 978-3-434-00493-6.
- „Einführung in die Soziologie“, in: Jahrbuch für Soziologiegeschichte 1992. Westdeutscher Verlag, Opladen 1994: 199–240 (mit einer Einleitung von Georg Ahrweiler: „Bemerkungen zum Fragment von Heinz Maus: ‚Einführung in die Soziologie‘“: 195–197).
- „Kommentierte Materialien aus dem Nachlass, hrsg. Gerd van de Moetter. Vorwort von Frank Benseler 'Im Elend groß: Heinz Maus'“, Erster Teil. Aus dem Briefwechsel zwischen Max Horkheimer und Heinz Maus, Zweiter Teil. Tagesfeuilletons und Miszellen, in: Jahrbuch für Soziologiegeschichte 1993, Westdeutscher Verlag, Opladen 1995, S. 257–321.